# Dương Bưu
Dương Bưu (chữ Hán: 楊彪; 141-225) là văn thần cuối thời Đông Hán, đầu thời Tam Quốc trong lịch sử Trung Quốc.

## Thân thế
Dương Bưu tự là Văn Tiên (文先), người Hoa Âm, Hoằng Nông. Ông nội ông là Dương Chấn, cha là Dương Tứ đều là đại thần có tiếng triều Đông Hán.

## Làm quan thời loạn
Từ thời trẻ, Dương Bưu từng điều tra nhiều vụ án tham ô lớn nên có tiếng trong và ngoài triều đình. Cuối năm 189, ông thay Hoàng Uyển làm Tư đồ. Năm 191, ông được Đổng Trác phong làm Tư không kiêm quản lý công việc Thượng thư.
Đổng Trác thao túng triều đình nhà Hán, lấn át Hán Hiến Đế, các chư hầu do Viên Thiệu cầm đầu nổi dậy chống lại. Đổng Trác bại trận tính đường mang vua Hán bỏ kinh thành Lạc Dương chạy sang Trường An nên đặt ra những lời sấm truyền để bàn nên thiên đô. Dương Bưu trong số ít người phản đối mạnh mẽ ý định của Đổng Trác. Đổng Trác tức giận bèn mượn cớ có thiên tai xuất hiện làm điềm xấu, định cách chức ông, nhưng chưa thực hiện được.
Cuối cùng Đổng Trác thực hiện thiên đô vì không chống nổi chư hầu. Năm 192, Đổng Trác bị giết, bộ tướng là Lý Thôi và Quách Dĩ lại tiến vào Trường An nắm quyền. Sang năm 194 Lý và Quách trở mặt đánh nhau khiến nhiều người chết, kinh thành đổ nát. Lý Thôi giữ vua Hiến Đế. Hiến Đế sai Dương Bưu cùng hơn 10 đại thần sang doanh trại Quách Dĩ đề nghị hai bên nên giảng hòa không nên đổ máu. Quách Dĩ cho rằng Dương Bưu và các đại thần thiên vị cho Lý Thôi nên bắt giữ tất cả.
Sau nhờ có một người đồng liêu lâu năm khác của Lý và Quách là Trương Tế tới giảng hòa và đề nghị hai người để Hiến Đế đi nơi khác, Lý Thôi và Quách Dĩ mới thả Hiến Đế cùng các đại thần. Dương Bưu trong số những người đi theo Hán Hiến Đế chạy về phía đông.
Sau nhiều gian nan, qua An Ấp và Lạc Dương, giữa năm 196, vua Hiến Đế và triều đình được Tào Tháo đưa về Hứa Xương.

## Ở ẩn
Tào Tháo nắm quyền lớn, cũng lấn át vua Hiến Đế để ra lệnh cho chư hầu, dần dần làm chủ trung nguyên.
Vợ Dương Bưu là em gái Viên Thuật. Viên Thuật lúc đó công khai xưng đế chống triều đình. Tào Tháo vốn không ưa Dương Bưu, bèn nhân đó lệnh bắt giam ông định giết. Nhưng nhờ có Khổng Dung can gián về đức độ của ông, Tào Tháo bèn thả ông. Biết nhà Hán sắp mất không thể cứu vãn được, Dương Bưu bèn cáo bệnh xin về ở ẩn. Con ông là Dương Tu phục vụ dưới trướng Tào Tháo.
Trong triều có đồng liêu của Dương Bưu là Kim Nhật Đê cũng có hai người con phục vụ đắc lực cho Tào Tháo rồi sống buông thả kiêu ngạo, Kim Nhật Đê bèn tự mình giết chết cả hai người con. Không lâu sau Dương Tu con ông bị Tào Tháo giết chết vì làm trái ý. Dương Bưu buồn và hận, thân thể gầy gò tiều tụy. Tào Tháo tìm đến hỏi dò:
Vì sao ông Dương gầy guộc thế?
Dương Bưu đáp:
Tôi cảm thấy xấu hổ vì không được sáng suốt thấy trước sự việc như ông Kim Mật Đê mà lại có tình thương của bò mẹ liếm cho con bê
Tào Tháo nghe xong rất lúng túng.
Năm 225, sau khi con Tào Tháo là Tào Phi cướp ngôi nhà Hán 5 năm, Dương Bưu qua đời, thọ 85 tuổi.

## Trong Tam Quốc diễn nghĩa
Dương Bưu được mô tả đóng vai trò khá quan trọng trong việc giúp vua Hán Hiến Đế làm yếu 2 quyền thần Lý Thôi và Quách Dĩ. Tại hồi 13, ông đã nhận trách nhiệm với vua Hiến Đế dùng kế phản gián để chia rẽ Lý và Quách. Kế hoạch thành công, Lý và Quách nghi ngờ rồi trở mặt đánh lẫn nhau.